# Wading River (Nueva York)
Wading River es un lugar designado por el censo (o aldea) ubicado en el condado de Suffolk en el estado estadounidense de Nueva York. En el año 2000 tenía una población de 6,668 habitantes y una densidad poblacional de 262.7 personas por km².

## Historia

### 1671
Los primeros registros ingleses muestran que ocho familias coloniales fundaron un asentamiento conocido como Wading River. "El lugar para la aldea fue elegido con cuidado. Había un arroyo adecuado para la energía hidráulica y abundante en mariscos... buena agua para beber... suelo suficientemente rico para cultivar lo esencial, bosques para combustible, material de construcción y alimentos, topografía para ofrecer protección contra los elementos, praderas para su pasto".

### Hasta 1947
Entre 1895 y 1938, el ramal de Port Jefferson de la Long Island Rail Road se extendió hasta Wading River. En su día se planeó que continuara hacia el este para volver a unirse a la Main Line en Riverhead o Calverton. De 1905 a 1928, Wading River fue también el emplazamiento de una granja de demostración del LIRR. Otra se encontraba al este de la estación de Medford, en la Main Line. La estación de Wading River cerró en 1938. Durante la Segunda Guerra Mundial, el FBI utilizó la Benson House como sede de una operación secreta de contraespionaje para suministrar información engañosa a los nazis.
La aldea de Wading River tenía una población anual de menos de 500 habitantes. Pero durante los meses de verano, cientos de visitantes llenaban el pueblo para utilizar el parque estatal de Wildwood, las cabañas de los acantilados y las dunas y, por supuesto, las playas.
Fue en Wading River donde Walter Lippmann escribió sus libros Public Opinion y The Phantom Public en los veranos de 1921 y 1923 respectivamente.

### 1947
Este año marcó un hito en el cambio de la pequeña aldea:
- Los militares que regresaron de la Segunda Guerra Mundial empezaron a construir casas en Wading River.
- La formación del propio cuerpo de bomberos voluntarios de Wading River, el Departamento de Bomberos de Wading River.
- La instalación militar conocida como Camp Upton se convirtió en el Laboratorio Nacional de Brookhaven.
- Se crea la Sociedad Histórica de Wading River.

## Geografía
Wading River se encuentra ubicada en las coordenadas 40°57′9″N 72°49′48″O / 40.95250, -72.83000. Según la Oficina del Censo, la ciudad tiene un área total de 25,5 km² (9,8 mi²), de la cual 25,4 km² (9,8 mi²) es tierra y 0,1 km² (0 mi²) (0.41%) es agua.

## Demografía
Según la Oficina del Censo en 2000 los ingresos medios por hogar en la localidad eran de $63,938, y los ingresos medios por familia eran $73,059. Los hombres tenían unos ingresos medios de $58,214 frente a los $34,594 para las mujeres. La renta per cápita para la localidad era de $26,322. Alrededor del 3.1% de la población estaban por debajo del umbral de pobreza.